# Daewoo Espero
Daewoo Espero — автомобиль D класса корейской компании Daewoo, разработанный на платформе  GM J второго поколения. Выпускался в Южной Корее, Польше, Румынии и России (в Ростове-на-Дону). Espero был первым автомобилем, полностью разработанным компанией Daewoo, которая до этого выпускала только лицензионные аналоги автомобилей Opel.
Espero оснащали тремя бензиновыми двигателями: 1,5 л (90 л. с.), 1,8 л (95 л. с.) и 2,0 л ( 105л. с.)

## История разработки
В 1988 года конструкторы ателье Bertone по заказу Citroën начали создавать дизайн автомобиля, который в будущем должен был стать Citroën Xantia. За основу будущего автомобиля была взята платформа от Opel Ascona C. Когда работы были завершены, руководство Citroën отказалось от проекта Bertone, так как получившийся автомобиль был слишком схож с флагманским автомобилем Citroën XM.
Вскоре отвергнутый французской компанией проект Bertone продал концерну Daewoo. Однако по условиям контракта Daewoo не могла использовать технологии GM, поэтому корейские инженеры оснастили новую модель трансмиссией, рулевым управлением и тормозами от Daewoo LeMans. Тем не менее силовые агрегаты были приобретены по лицензии GM: это двигателем объёмом 1,5 (66 кВт/90 л. с.), 1,8 (70 кВт/95 л. с.) или 2,0 литра (77 кВт/105 л. с.) II поколения.
Клиновидный и аэродинамичный кузов позволил добиться приемлемого коэффициента лобового сопротивления и повысить топливную экономичность. Espero достиг очень хороших аэродинамических показателей в аэродинамической трубе — 0,29 Кд.

## Обзор
Салон, по сравнению с европейскими и японскими машинами тех лет, выглядит довольно скромно, но довольно просторный и вместительный. Сиденье водителя регулируется в трёх направлениях: по углу наклона, высоте и длине.
В стандартное оснащение Daewoo Espero входили: электрические стеклоподъёмники, электрорегулировка зеркал, регулирующаяся по высоте рулевая колонка, кассетная магнитола, кондиционер, гидроусилитель руля. Помимо 5-х ступенчатой МКПП, устанавливались также 4-х ступенчатые автоматы Aisin.
К преимуществам Espero покупатели относили довольно мощный двигатель, хорошую работу подвески, простое техническое обслуживание, хорошую шумоизоляцию салона и большой багажник.
К наиболее существенным недостаткам можно отнести нестабильное качество сборки и низкая стойкость к коррозии. Также неудобно расположены ручки открывания дверей.

## Сборка

### Корея
Впервые Espero был показан на Сеульском международном автосалоне в августе 1990 года. Тогда же начались продажи Daewoo Espero у официальных дилеров в Корее.
Внешне корейский вариант отличался от европейского Espero, в том числе не было шильдика спереди, сзади и на рулевом колесе. Сам значок был чёрным, с тремя белыми волнами и белой надписью «ESPERO» под ним. У первой версии были другие задние фонари, тормозные и контрольные лампы доходили до крышки багажника (хотя на крышке багажника не было световых индикаторов) и колпаки колпаков с другим стилем.
Перед модернизацией модельный ряд состоял из двух версий, таких как «1.5 DOHC» (базовая модель) со стандартными колпаками, а затем «2.0 SOHC», которые имели разные колпаки. «2.0 SOHC» также имела версию с пакетом, являясь люксовой моделью в линейке.
В салоне корейского Espero был доступен другой руль и электронная приборная панель с оранжевыми буквами и надписями. Рулевое колесо больше походило на руль от Opel Vectra A. Подушек безопасности не было. Дверные карты на входных дверях были другими: в отличие от европейских моделей, они были более квадратными. Центральная консоль была плоской и более угловатой.
В 1993 году появились изменённые пластиковые колпаки (базовая модель), был изменён дизайн задних фонарей, и теперь черный значок был помещен спереди. Открытие багажника было изменено с помощью поворотного значка над замочной скважиной, открывающего багажник.
В 1994 году был произведен второй фейслифтинг: передний логотип был изменен с черного значка на отдельный овал, такой же на рулевом колесе). Была представлена новая модель 1.8 MPFi (с легкосплавными дисками и двигателем 1.8).
Однако вскоре у концерна Daewoo, вследствие азиатского финансового кризиса, возникли большие долги перед финансовыми организациями. Ввиду таких трудностей концерн начал испытывать трудности с производством автомобилей на территории Южной Кореи. И в 1997 году производство Daewoo Espero в Корее было полностью прекращено.

### Польша
В 1996 году производство началось на варшавском заводе FSO. Всего для польского рынка собиралось две модификации: GLX и CD. Базовая модель GLX  шла с 1,5-литровым двигателем, трёхспицевым рулём, третьим стоп-сигналом и значком "DOHC 16V" сзади (по цветовым соображениям значок черный, если автомобиль белый; и белый, если автомобиль другого цвета). Более дорогая модель "CD" имела двигатель 1,8 SOHC или 2,0 SOHC, четырёхспицевый руль с подушкой безопасности водителя и кондиционером.
В том же 1996 году был сделан небольшой рестайлинг (изменены боковые зеркала и индикаторные крылья). В Польше Espero собирался вплоть до декабря 1999 года. Продажи снижались на фоне того, что новая модель Nubira была весьма популярна в Польше.

### Румыния
В декабре 1996 году предприятие Daewoo Automobile România S.A., располагавшее мощностями на заводе Automobile Craiova, начало сборку Espero. Автомобили собирались из машинокомплектов, доставляемых из Кореи. Однако на румынском конвейере Espero пробыла недолго: уже в 1998 году её сменили на конвейере более современные модели Daewoo Leganza, Nubira и Tico.

### Россия
В 1996 году производство модели было налажено на ростовском заводе сельскохозяйственной техники «Красный Аксай». Готовые автомобили через море доставляли из Южной Кореи в Болгарию, и российская досборка была минимальной. Ростовский завод собирал Espero в комплектации CD с 2-х литровым мотором и механической коробкой передач. За три года производства в Ростове-на-Дону собрали свыше 30 тыс. седанов Nexia и Espero. В 1997 году, самом удачном, из ворот «Красного Аксая» вышло 13,2 тыс. автомобилей. Однако, начиная с 1998 года, вследствие финансового кризиса и низких продаж, объёмы производства и сбыта постоянно снижались. В 2000-м были собраны последние экземпляры этой модели

## Рынки других стран
В 1995 году Espero был представлен на рынках стран Европы, где Espero был более дешёвым конкурентом Ford Scorpio и Opel Vectra A. В автосалонах, помимо Espero, продавалась ещё и Daewoo Nexia, базировавшаяся на Opel Kadett E (платформа GM T-Type). Он хорошо продавался, благодаря своей конкурентоспособной цене, скошенной крыше с крутым задним стеклом, просторному салону, багажному отделению, уровню оснащения и всестороннему послепродажному пакету. На всех европейских моделях на задней стороне окна были наклейки с надписью белого цвета (например, "ABS").
Несмотря на то, что Espero имел устаревший дизайн, относящийся к 80-м годам, посредственная экономия топлива и его кузов, довольно подверженный коррозии, он всё ещё сохранял популярность среди бюджетного сегмента.
В Австралии он продавался с 1995 до 1996, вплоть до замены его в 1997 на Leganza. Продажи Espero велись с двигателями 2.0 литра GM II поколения двигателей и с 5 скоростной МКПП либо с тем же двигателем, но  с 4 скоростной АКПП. 2.0-литровый двигатель Эсперо был построен в Австралии и экспортирован в другие страны для сборки.
На британский рынок Espero вышел в январе 1995, вместе с другим бюджетным седаном компании - Nexia. Nexia был основан на Opel Kadett, а Espero базировался на платформе GM J-Type . Этот фактор позволил наладить хороший спрос в Великобритании, благодаря конкурентоспособной цене, просторному салону, багажному отделению, внушительным уровням оборудования и послепродажной гарантии.
Помимо этого, Espero также имел несколько недостатков для британского рынка, таких как устаревший дизайн интерьера, отсылающий к 80-м, топливная неэкономичность и склонный к коррозии кузов, что также не добавило популярности Espero среди британских водителей. Выпуск Espero был начат только за несколько месяцев до того, как был прекращен выпуск Vauxhall Cavalier, представляющий собой перелицованный Opel Vectra A, и до начала сборки Vauxhall Vectra (Opel Vectra B).
Espero был заменен более новым Daewoo Leganza в 1997 году.